# Чешма на улица „Олимпиада“
Чешмата на улица „Олимпиада“ (на гръцки: Kρήνη στην οδό Ολυμπιάδος) е историческа османска чешма в македонския град Солун, Гърция.
Чешмата е разположена в Горния град - старата турска махала, близо до църквата „Свети Илия“. Изградена е от камък, като фасадата е мраморна плоча с красива барокова релефна украса с цветя и османски надпис. Заради украсата чешмата е смятана за най-красивата в града. Чешмата е била залепена за фасадата на къща, която при реконструкция на махалата е съборена и чешмата е преместена свободностояща на улицата.